# Lithobius praeditus
Lithobius praeditus är en mångfotingart som beskrevs av Zalesskaja 1975. Lithobius praeditus ingår i släktet Lithobius och familjen stenkrypare. Inga underarter finns listade i Catalogue of Life.